# Dicranoptycha sobrina
Dicranoptycha sobrina är en tvåvingeart som beskrevs av Osten Sacken 1860. Dicranoptycha sobrina ingår i släktet Dicranoptycha och familjen småharkrankar. Inga underarter finns listade i Catalogue of Life.